# Метропол Истанбул Тауър
Mетропол Истанбул (на турски: Metropol İstanbul) е небостъргач със смесено предназначение в район Aташехир в Истанбул, Турция. Кулата е най-високата сграда в Истанбул и 14-та по височина в Европа.

## История
Meтропол Истанбул е смесен проект, състоящ се от резиденции, офис площи, търговски център и хотел. Проектът е предложен през 2011 г. и е построен през следващите години, като завършва през 2017 г. Това е един от най-големите търговски центрове в Турция. Комплексът включва и кино с 16 екрана.
Първата фаза на сградния комплекс е открита през 2017 г., докато частта от търговския център е открита през 2019 г. Комплексът се състои от три кули, резиденция (150 м), домашен офис (150 м) и основна кула (301 м).

## Дизайн
Центърът за сценични изкуства DasDas се намира в комплекса Meтропол Истанбул. Жилищните и офис блокове на комплекса са с площ над 800 хил. м². Кулите са проектирани от архитектурната фирма RMJM, докато търговският център е проектиран от Roy Higgs International. Построяването на комплекса струва 800 милиона долара и сега е най-високата сграда в Истанбул и Турция.